# WWE 205 Live
WWE 205 Live ili skraćeno 205 Live (izgovara se na engl. kao "two-o-five live"), je profesionalni hrvački web televizijski program produciran od strane WWE-a, u kojem je predstavljena Cruiserweight divizija, gdje svi sudionici mogu imati maksimalnu težinu 205 lbs (oko 100. kg). Ova emisija koja je dio WWE-ovog brenda 205 Live, bila je i dio Raw divizije, su dio priče u kojoj su zaposlenici i hrvači WWE-a dodijeljeni za rad i izvođenje. 
Emisija je premijerno prikazana na WWE Networku 29. studenoga 2016. i održava se jednom tjedno, nakon SmackDown Livea utorkom navečer. Talking Smack, koji se prethodno održavao u 22:00 sata po istočnoj američkoj vremenskoj zoni, prebacio se u 23:00 sata po istočnoj američkoj vremenskon zoni nakon debija 205 Live-a do ukidanja Talking Smacka u srpnju 2017. U rujnu 2018. emisija se počela emitirati u srijedu navečer u 19:00 po istočnoj američkoj vremenskoj zoni, neposredno prije NXT-ija te se više nije prenosio uživo, s obzirom na to da se održavao u utorak navečer prije emitiranja SmackDown - a uživo. 13. siječnja 2019. objavljeno je da se emisija vraća utorkom navečer u 22 sata i počinje emitirati uživo.

## Vanjske poveznice
|  | Zajednički poslužitelj ima još gradiva o temi WWE 205 Live |

- Službena stranica  Arhivirana inačica izvorne stranice od 8. srpnja 2019. (Wayback Machine)
- 205 Live na IMDB-u
- 205 Live na Facebooku
- 205 Live na Twitteru